# Скорость химической реакции
Скорость химической реакции — это величина, показывающая, как изменяются концентрации исходных веществ или продукт реакции за единицу времени.
Например, для реакции: {\displaystyle A+B\rightarrow C+D} выражение для скорости выглядит: {\displaystyle v={\frac {d[C]}{dt}}=-{\frac {d[A]}{dt}}.}
В 1865 году Н. Н. Бекетовым и в 1867 году Гульдбергом и Вааге был сформулирован закон действующих масс: скорость химической реакции в каждый момент времени пропорциональна концентрациям реагентов, возведенным в степени, равные их стехиометрическим коэффициентам.
Для элементарных реакций показатель степени при значении концентрации каждого вещества равен его стехиометрическому коэффициенту, для сложных реакций это правило не соблюдается. Кроме концентрации на скорость химической реакции оказывают влияние следующие факторы:
- природа реагирующих веществ,
- наличие катализатора,
- температура (правило Вант-Гоффа, Уравнение Аррениуса),
- давление (P).
- площадь поверхности реагирующих веществ.

Если мы рассмотрим самую простую химическую реакцию A + B → C, то мы заметим, что мгновенная скорость химической реакции - величина непостоянная.

## Влияние концентрации веществ на скорость реакции
Изучение различных кинетических кривых показывает, что скорость уменьшения концентрации реагента со временем падает. Наблюдаемое падение скорости, очевидно, связано с уменьшением концентрации реагентов. Кинетические исследования подтверждают правильность этого предположения, выражаемого в наиболее общем виде с помощью закона действующих масс для скорости реакции. Закон действующих масс не применяется для твёрдых веществ.

## Влияние природы реагирующих веществ на скорость реакции
Константа скорости реакции зависит в первую очередь от природы реагирующих веществ. Калий быстрее взаимодействует с водой, чем натрий, а литий — еще медленнее натрия. Водород реагирует с кислородом очень быстро (часто со взрывом), а азот с кислородом — крайне медленно и лишь в жестких условиях (электрический разряд, высокие температуры).